# 夏良才
夏良才（1911－1975年）医学颌面科专家。四川仁寿人。

## 生平
早年毕业于毕业于四川华西大学牙学院和美国密西根大学，美国外科学会会员，著名口腔医学教育家、中国口腔颌面外科奠基人之一。曾任教武汉大学口腔医学院。